# Мирамар (Тамаулипас)
Мирамар (исп. Miramar) — город в Мексике, штат Тамаулипас, входит в состав муниципалитета Альтамира. Численность населения, по данным переписи 2010 года, составила 118 614 человек.

## Общие сведения
Город расположен на побережье Мексиканского залива. Он входит в метрополитенский район Тампико.